# Nulägesanalys
En nulägesanalys är en analys avsedd skapa en objektiv bild av det egna företaget, omvärlden, marknaden och konkurrenssituationen. En nulägesanalys görs oftast bland nyare eller helt nyskapade företag. Ibland används termen situationsanalys, vilket är en term för lite större företag som funnits på en marknad flera år. Den görs något djupare och innefattar flera faktorer än en nulägesanalys. Båda analyserna är till för att skapa en bättre framtid för företaget. Analysen baseras på information som samlats in och ställs sedan mot lämplig teori.
SWOT-analys är också ett möjligt hjälpmedel vid upprättandet av en nulägesanalys. Där analyseras styrkor och svagheter inom företaget, och hot och möjligheter på den yttre marknaden.